# Ted Levine
Frank Theodore Levine (Bellaire, 1957. május 29. –) amerikai színész. Legismertebb szerepei Buffalo Bill A bárányok hallgatnak című filmből és Leland Stottlemeyer a Monk – A flúgos nyomozó című sorozatból.

## Élete
Az ohiói Bellaire-ben született, Charlotte Virginia és Milton Dmitri Levine gyermekeként. Mindketten orvosok voltak. Apja orosz származású , míg anyja walesi és őslakos amerikai felmenőkkel rendelkezik. Önmagára "paraszt zsidóként" ("hillbilly Jew") utalt. Oak Parkban nőtt fel. A Marlboro College-en tanult.

## Pályafutása
2010-ben a Leonardo DiCaprio főszereplésével készült Viharsziget című filmben a sziget börtönének igazgatóját alakította.
2012-ben Bloom Towne seriff szerepében tűnt fel a Deep Dark Canyon című filmben, Spencer Treat Clark és Nick Eversman oldalán, akik a fiait, Nate-et és Skylart alakítják.
2013-ban főszerepet kapott az FX A híd című krimisorozatában Hank Wade hadnagyként, aki egy texasi határváros gyilkossági osztályának vezetője.
2014-ben a Big Game – A nagyvad című brit-finn akciófilmben Underwood tábornokot alakította.
2018-ban Levine a Jurassic World: Bukott birodalom című filmben Ken Wheatley vadász szerepét alakította.
2018 és 2020 között Thomas F. Byrnes-t alakította a TNT Az elmeorvos című sorozatában.
2021-ben csatlakozott az ABC Végtelen égbolt című drámájának szereplőgárdájához, Horst Kleinsasser szerepében.

## Magánélete
Felesége Kim Phillips; két gyermekük van.

## Filmográfia

### Film
| Év   | Magyar cím                                              | Eredeti cím                                                | Szerep                       | Magyar hang       |
| ---- | ------------------------------------------------------- | ---------------------------------------------------------- | ---------------------------- | ----------------- |
| 1981 | Menekülés New Yorkból                                   | Escape From New York                                       | Duke vonatőre                |                   |
| 1985 | Rambo II.                                               | Rambo: First Blood Part II                                 |                              |                   |
| 1986 | Szombat esti őrület                                     | One More Saturday Night                                    | rendőr az állomáson          |                   |
| 1987 | Gyomok között                                           | Ironweed                                                   | Pete 'Pocono Pete'           |                   |
| 1988 | Becsapva                                                | Betrayed                                                   | Wesley John Bond / Wes       | Besenczi Árpád    |
| 1989 | A vér szava                                             | Next of Kin                                                | Willy Simpson                | Forgács Gábor     |
| 1990 | Az élvhajhász                                           | Love at Large                                              | Frederick King /James McGraw |                   |
| 1991 | A bárányok hallgatnak                                   | The Silence of the Lambs                                   | Jame 'Buffalo Bill' Gumb     | Sörös Sándor      |
| 1992 |                                                         | The Paint Job                                              | Kenny the D.J.               |                   |
| 1993 | Hiába futsz                                             | Nowhere to Run                                             | Mr. Dunston                  | Orosz István      |
| 1994 | A hely, ahol minden változik                            | Todo cambia                                                | Vince                        |                   |
| 1995 | A mángorló                                              | The Mangler                                                | John Hunton rendőrtiszt      | Csuja Imre        |
| 1995 | Georgia                                                 | Georgia                                                    | Jake                         | Viczián Ottó      |
| 1995 | Szemtől szemben                                         | Heat                                                       | Mike Bosko nyomozó           | Orosz István      |
| 1996 | Önpusztítók                                             | Bullet                                                     | Louis Stein                  | Barbinek Péter    |
| 1997 | Őrült város                                             | Mad City                                                   | Lemke                        | Balázsi Gyula     |
| 1997 | Halálkanyar                                             | Switchback                                                 | Nate Booker helyettes        |                   |
| 1997 | Flubber – A szórakozott professzor                      | Flubber                                                    | Wesson                       | Gáti Oszkár       |
| 1998 |                                                         | You Can Thank Me Later                                     | Eli Cooperberg               |                   |
| 1999 | Wild Wild West – Vadiúj vadnyugat                       | Wild Wild West                                             | 'Bloodbath' McGrath tábornok | Ujlaki Dénes      |
| 2001 | Evolúció                                                | Evolution                                                  | Russell Woodman tábornok     | Kristóf Tibor     |
| 2001 | Halálos iramban                                         | The Fast and the Furious                                   | Tanner őrmester              |                   |
| 2001 | Kéjutazás                                               | Joy Ride                                                   | Rozsdabarna (hangja)         |                   |
| 2001 | Ali                                                     | Ali                                                        | Joe Smiley                   |                   |
| 2002 | Charlie kettős élete                                    | The Truth About Charlie                                    | Emil Zadapec                 | Sörös Sándor      |
| 2003 | Drogtanya                                               | Wonderland                                                 | Sam Nico nyomozó             | Barbinek Péter    |
| 2004 | A mandzsúriai jelölt                                    | The Manchurian Candidate                                   | Howard ezredes               |                   |
| 2004 | Születés                                                | Birth                                                      | Mr. Conte                    |                   |
| 2005 |                                                         | The L.A. Riot Spectacular                                  | Tom Saltine                  |                   |
| 2005 | Egy gésa emlékiratai                                    | Memoirs of a Geisha                                        | Derricks ezredes             | Jakab Csaba       |
| 2006 | Sziklák szeme                                           | The Hills Have Eyes                                        | Bob 'Big Bob' Carter         | Barbinek Péter    |
| 2007 | Jesse James meggyilkolása, a tettes a gyáva Robert Ford | The Assassination of Jesse James by the Coward Robert Ford | James Timberlake seriff      | Koncz István      |
| 2007 | Amerikai gengszter                                      | American Gangster                                          | Lou Toback százados          | Balázsi Gyula     |
| 2010 | Viharsziget                                             | Shutter Island                                             | börtönigazgató               | Rosta Sándor      |
| 2012 |                                                         | Deep Dark Canyon                                           | Bloom Towne                  |                   |
| 2013 |                                                         | Jimmy                                                      | James Lee Mitchell           |                   |
| 2013 | Egyetlen lövés                                          | A Single Shot                                              | Cecile                       | Dézsy Szabó Gábor |
| 2013 |                                                         | Banshee Chapter                                            | Thomas Blackburn             |                   |
| 2014 | Big Game – A nagyvad                                    | Big Game                                                   | General Underwood            | Barbinek Péter    |
| 2014 |                                                         | Dig Two Graves                                             | Waterhouse seriff            |                   |
| 2014 | Gyilkos tét                                             | Gutshot Straight                                           | Lewis                        | Kőszegi Ákos      |
| 2015 | Kicsi fiú                                               | Little Boy                                                 | Sam                          | Barbinek Péter    |
| 2016 | Vasakarat                                               | Bleed for This                                             | Lou Duva                     | Forgács Gábor     |
| 2017 |                                                         | Bottom of the World                                        | The Preacher                 |                   |
| 2017 |                                                         | Swing State                                                | Rouge Holmes                 |                   |
| 2017 |                                                         | A Midsummer Night's Dream                                  | Tézeusz                      |                   |
| 2018 | Jurassic World: Bukott birodalom                        | Jurassic World: Fallen Kingdom                             | Ken Wheatley                 | Barbinek Péter    |
| 2019 | A jelentés                                              | The Report                                                 | John Brennan                 |                   |
| 2019 |                                                         | A Violent Separation                                       | Ed Quinn                     |                   |